# Steinbruch Lanwehr

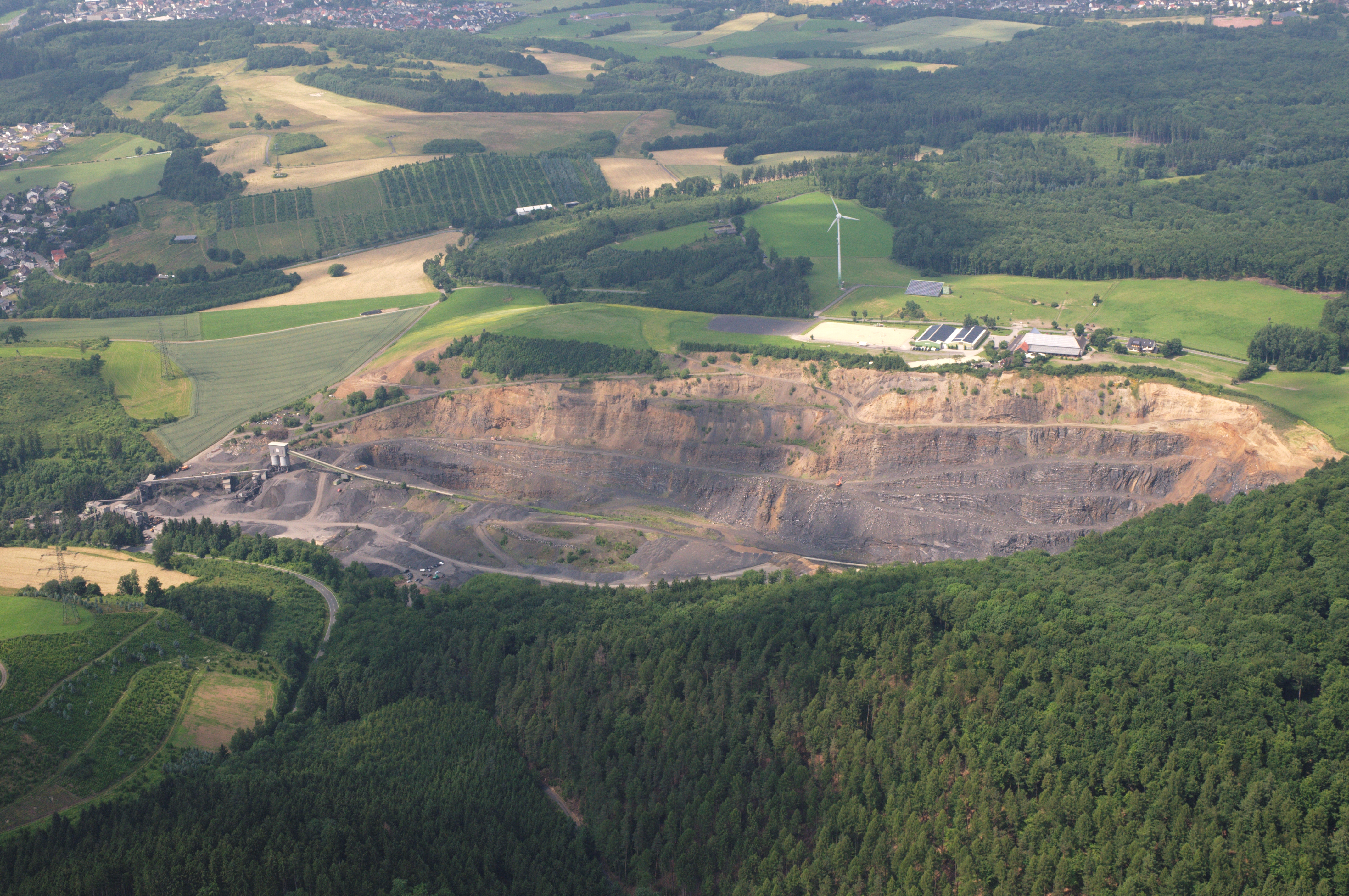
Steinbruch Lanwehr von Süden

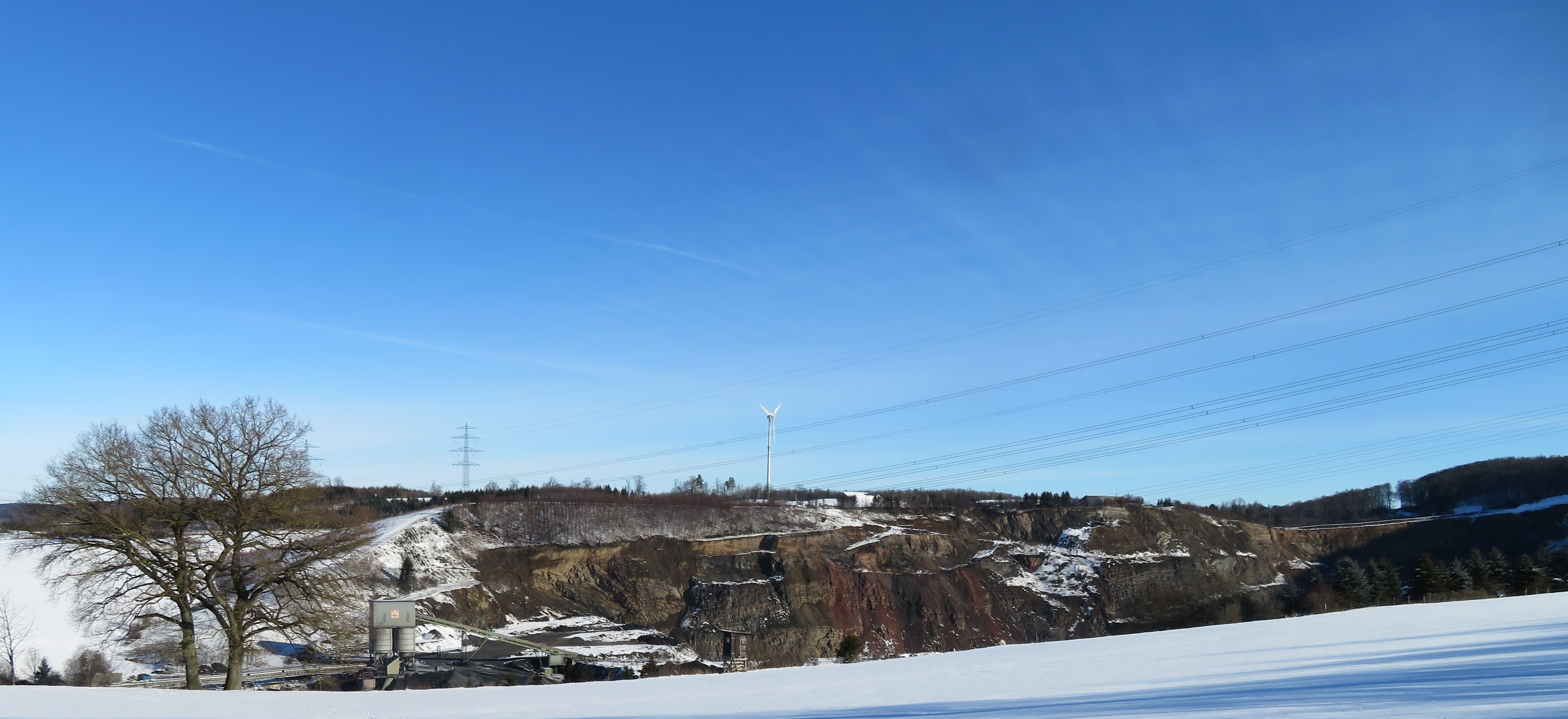
Steinbruch Lanwehr von Südwesten, 2021

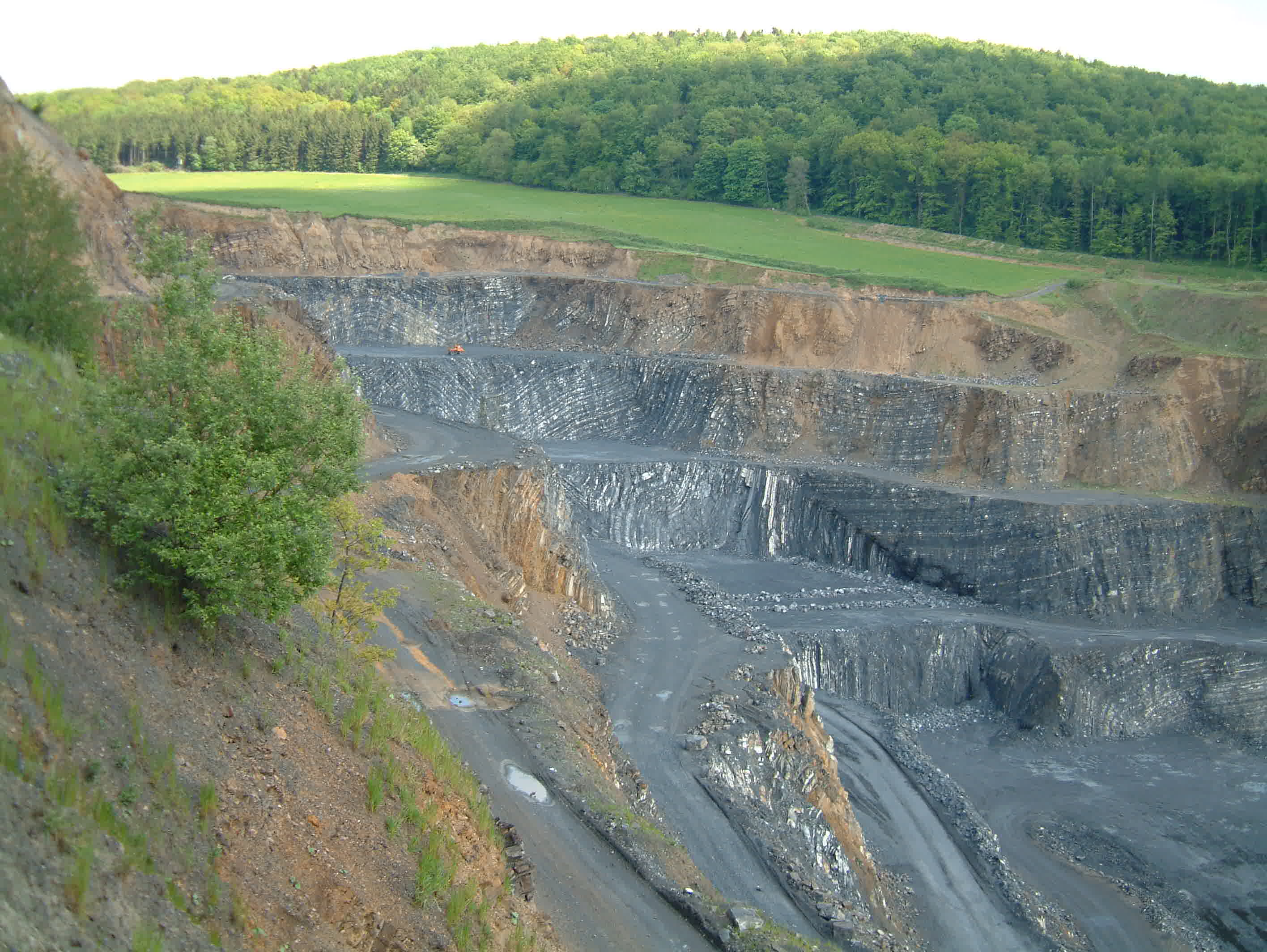
Ostseite

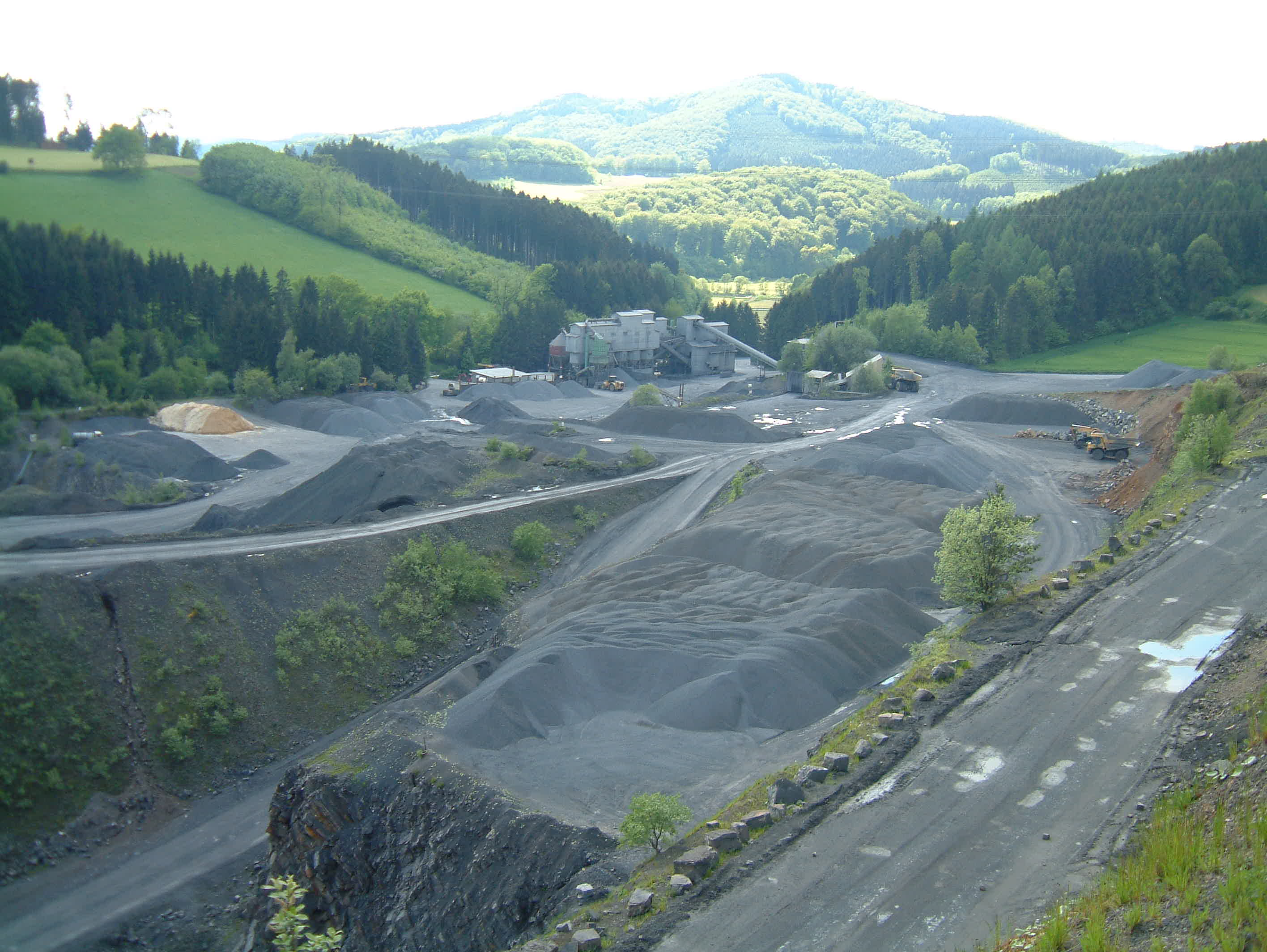
Westseite mit Verarbeitungsanlagen

Der Steinbruch Lanwehr ist ein aktiver Kalk-Steinbruch südöstlich von Müschede und südwestlich vom Gut Wicheln im Stadtgebiet von Arnsberg. Der Bruch wird von der Lanwehr Naturstein GmbH & Co. KG seit 1936 betrieben. Der Steinbruch grenzt teilweise an das Landschaftsschutzgebiet Arnsberg und das Landschaftsschutzgebiet Wicheln an.

## Rohstoffgewinnung
Der Steinbruch dient zur Gewinnung von Gestein zur Herstellung hochwertiger Edelsplitte und Baustoffe, die für den Straßenbau sowie als Zuschlagstoffe für Beton und Asphalt genutzt werden. Der Bruch ist eine Bodendeponie für naturbelassene Böden. Da der bestehende Steinbruch nur noch eine geringe Abbaukapazität hat, beantragte das Unternehmen 2021 eine etwa 30 ha große Südwest-Erweiterung mit einer entsprechenden Änderung des Regionalplans. Diese Erweiterungsfläche liegt jenseits der Kreisstraße 19 am Hellefelder Berg. Derzeit umfasst der Steinbruch eine Fläche von etwa 34 ha. Die Abbauhöhe beträgt 140 m. Der Abbau erfolgt durch Sprengungen auf fünf Sohlen. Jährlich werden etwa 1 Million Tonnen Gestein für Splitt und andere Produkte für die Bauindustrie gewonnen.
Am 7. Juni 2022 rutschte eine Planierraupe bei Planierarbeiten über eine Abbruchkante 100 Meter in die Tiefe. Der 58 Jahre alte Fahrer wurde dabei getötet und die Raupe total zerstört.

## Geologie
Im Steinbruch werden Kulmplattenkalke der Viséum-Stufe des Mississippium, früher als Unterkarbon bezeichnet, abgebaut. Dazu kommen jüngere Sedimentablagerungen mit Kulmtonschiefer, Grauwacke und Alaunschiefer. Im Gestein befinden sich hydrothermale Gänge mit Mineralien. Es kommen die Mineralien Aragonit, Azurit, Baryt, Calcit, Chalkophyllit, Chalkopyrit, Chrysokoll, Cuprit, Dickit, Dolomit, Fluorit, Galenit, Gips, Goethit, Halotrichit, Limonit, Malachit, Markasit, Pyrit, Quarz, Schwefel, Sphalerit und die Tetraedrit-Gruppe vor. Es wurden die Fossilien Brachiopoda und Gastropoda nachgewiesen.